# Huta (Lipka)
Huta (deutsch Hütte) ist ein Wohnplatz in der Woiwodschaft Großpolen in Polen. Er gehört zur Gmina Lipka (Gemeinde Linde) im Powiat Złotowski (Flatower Kreis). 
Der Wohnplatz liegt etwa 170 km östlich von Stettin, etwa 135 km südwestlich von Danzig und etwa 125 km nördlich von Posen.
Hütte bildete bis 1939 eine Landgemeinde im Landkreis Flatow und gehörte mit diesem Kreis zur preußischen Provinz Grenzmark Posen-Westpreußen, ab 1938 zur Provinz Pommern. Im Jahre 1925 wurden in Hütte 269 Einwohner in 49 Haushaltungen gezählt. Neben Hütte bestanden in der Gemeinde die Wohnplätze Neu Dobrin und Scholastikowo. Zum 1. Oktober 1939 wurde Hütte in die benachbarte Landgemeinde Lanken eingemeindet.
1945 kam Hütte, wie alle Gebiete östlich der Oder-Neiße-Linie, an Polen. Hütte erhielt den polnischen Ortsnamen „Huta“.